# Pellegrino Parmense
Pellegrino Parmense là một đô thị ở tỉnh Parma ở vùng Emilia-Romagna, Italia, tọa lạc cách khoảng 120 km về phía tây của Bologna và khoảng 35 km về phía tây của Parma. Đến thời điểm ngày 31 tháng 12 năm 2004, đô thị này có dân số 1.255 và diện tích là 82,4 km².
Đô thị Pellegrino Parmense bao gồmfrazioni (đơn vị trực thuộc, làng) Aione di Sopra, Aione Sotto, Berzieri, Casalino, Castellaro, Cavallo, Ceriato Lobbia, Grotta, Iggio, Mariano Case-Dell'Asta, Marubbi, Montanari, Pietra Nera, Pietraspaccata, Sant'Antonio, Santini, Stuzzano, and Rigollo.
Pellegrino Parmense tiếp giáp các đô thị sau đây: Bore, Medesano, Salsomaggiore Terme, Varano de' Melegari, Vernasca.